# Batalha de Carabobo (1821)
A Batalha de Carabobo foi uma das principais ações militares da Guerra de Independência da Venezuela que ocorreu no Campo de Carabobo em 24 de junho de 1821, por parte do Exército Patriota contra o Exército Imperial Espanhol. Esta batalha foi decisiva na libertação de Caracas, bem como do resto do território venezuelano depois da expulsão definitiva das tropas espanholas na posterior batalha naval do Lago de Maracaibo.

## Antecedentes
Quando os termos do tratado de armistício em 28 de abril de 1821 expiraram sem chegar a qualquer acordo, ambos exércitos começaram uma mobilização de suas forças. Os leais ao Rei possuíam uma estratégia favorável de combate detalhada, posicionando suas tropas adequadamente, e vencendo às divisões patriotas da Grã-Colômbia todas ao mesmo tempo. Os grã-colombianos, pelo contrário, precisavam concentrar suas tropas para poder obter uma única batalha decisiva.
O general republicano Mariano Montilla com um efetivo de três mil homens atacou Cartagena das Índias entre 14 de julho de 1820 e 10 de outubro de 1821 (mesmo durante a vigência do armistício, houve várias pequenos confrontos) e ocupou Riohacha e Maracaibo (o que levou ao fim da trégua). Simon Bolívar em pessoa comandando 5 000 soldados acampados em Barinas e Páez marcharam para unir-se a ele com reforço de 4 000 soldados. Bermúdez por sua vez avançava para Caracas com 2 000 vindo do Oriente. Por último, o exército neogranadino encarregava-se das operações no vale do rio magdalena. Por outro lado, Miguel de la Torre, tinha sob seu comando 9 000 soldados distribuídos ao longo de toda a costa caribenha venezuelana e neogranadina em diferentes guarnições mas suas comunicações haviam sido interrompidas desde a revolução em Maracaibo, o que levou a cidade a passar ao poder republicano. Mais de dois anos antes (1818) suas forças eram de 18 mil combatentes, mas por causa das contínuas derrotas contra os independentistas tinham sido reduzidos à metade. Bolívar e seus exércitos totalizavam em contrapartida, 20 000 homens em relação aos perto de oito mil que eram poucos anos antes.
A concentração patriota realizou-se na cidade de San Carlos, para onde foram os exércitos de Bolívar, parte do de Páez e a divisão do general Rafael Urdaneta. Ao todo mais de 6 000 homens. Miguel de la Torre tinha por sua vez 5 000 a 6 300. O exército do Oriente, dirigido por José Francisco Bermúdez realizou uma manobra de distração avançando sobre Caracas, La Guaira e sobre Aragua, manobra que obrigou à Torre a enviar uns dois batalhões de infantaria e um esquadrão de cavalaria a Barquisimeto em contrapartida a fim de recobrar as posições e assegurar sua retaguarda, uns mil combatentes. O exército de Bolívar avançou de San Carlos a Tinaco encoberto pelo avanço do coronel José Laurencio Silva, que tomou as posições monárquicas em Tinaquillo. No dia 20, o exército grã-colombiano atravessa o rio Tinaco e no dia 23 Bolívar vistoria a suas forças na savana de Taguanes.

## Preparação de ambos exércitos

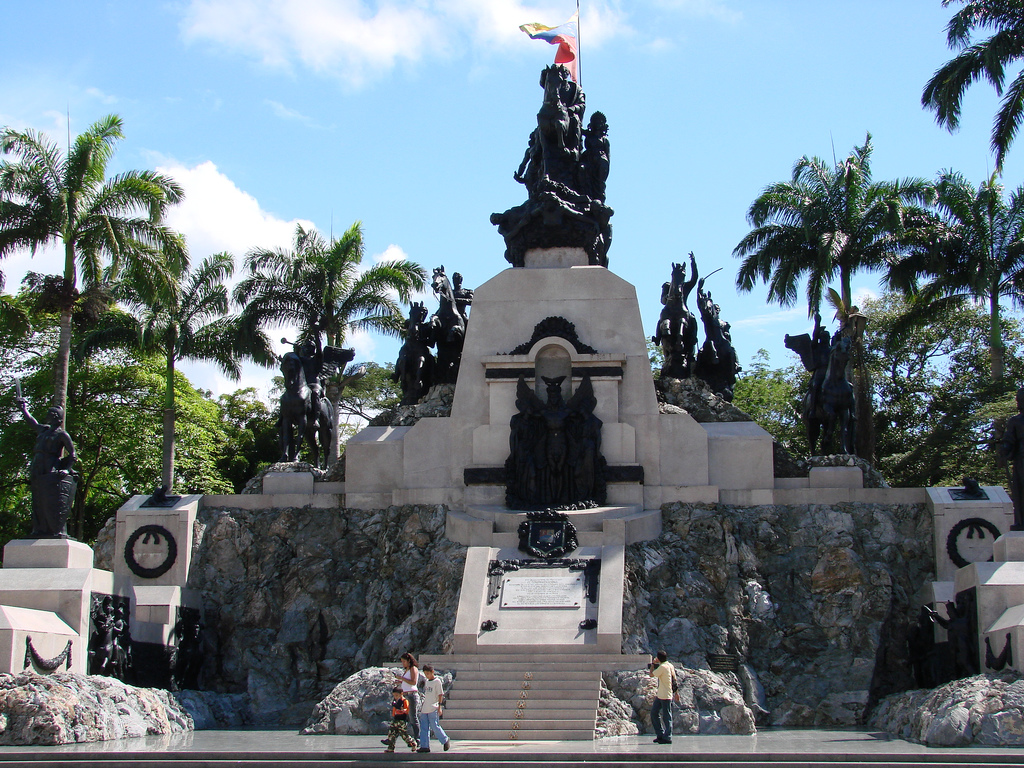
Altar da Pátria.

Antes do combate, Miguel de La Torre distribuiu suas forças de maneira tal que cobrissem pelo oeste o caminho de San Carlos, e pelo sul o do El Pao. A primeira linha defensiva foi confiada à Primeira Divisão dirigida pelo Tenente Coronel Tomás García, a qual se organizou em três batalhões principais. O batalhão  de Valencey a cargo do Tenente Coronel Andrés Riesco, ocupou parte ao sul do caminho; a sua direita situou-se o batalhão Hostalrich comandado pelo Tenente Coronel Francisco Illas, em coluna de marcha por trás das anteriores. Além disto, duas peças de artilharia foram colocadas numa pequena altura, adiante da linha formada pelo Valancey e o Barbastro. A posição correspondente à estrada do Pao foi ocupada pela Divisão de Vanguardia liderada pelo Brigadeiro Francisco Tomás Morales, que contava com dois batalhões principais e um de reserva. Primeiro tomou posições o batalhão ligeiro de infantes, a cargo do Tenente Coronel Simón Sicília; e imediatamente por trás desta unidade situou-se o batalhão ligeiro do Príncipe. A reserva ficou integrada pelo segundo batalhão do Burgos, sob o comando do Tenente Coronel Joaquín Dalmar, que dispunha de quatro regimentos de cavalaria. Quanto ao quartel geral, o mesmo ficou estabelecido perto do batalhão Burgos.
Em 15 de junho de 1821, Bolívar reorganizou seu exército em três divisões: A primeira sob o comando de José Antonio Páez, e formada pelos batalhões Bravos de Apure (ao comando do Tenente Coronel Francisco Torres) e os mercenários ingleses agrupados no batalhão Caçadores Britânicos (ao comando do Coronel Thomas Ildeston Farriar); além de 7 regimentos de cavalaria. A segunda divisão, era comandada pelo General de Divisão Manuel Cedeño, e constituída pelos batalhões Puxadores (Tenente Coronel Ludwig Flegel), e Pântano de Vargas (Tenente Coronel Antonio Gravete), ao que se somava um esquadrão de cavalaria. A terceira divisão, sob as ordens do Coronel Ambrosio Praça e constituída por 4 batalhões: O Rifles a cargo do Tenente Coronel Arthur Sandes, Granaderos ao comando do Coronel Francisco de Paula Vélez, Vencedor de Boyacá dirigido pelo Coronel Johann von Uslar e o Estado Anzoátegui, comandado pelo Coronel José Maria Arguidegui; completado tudo isto por um regimento de cavalaria.

### Forças presentes no combate
Os cálculos relativos às forças militares presentes em Carabobo tendem a ser muito favoráveis para um ou para o outro exército, variando muito entre si. No entanto, todos reconhecem a superioridade numérica dos independentistas. A de Alison dá 4 000 para De La Torre e 8 000 para Bolívar, destes últimos 1 200 eram membros da Legião Britânica e 3 000 de cavalaria das planícies comandada por Paéz. Mosquera estima o exército grã-colombiano em 9 000 ou 10 000 homens mas Mulhall o rebaixa a 7 500. Inclusive Karl Marx reconhece a superioridade numérica grã-colombina: 1 500 da cavalaria e 2 500 da infantaria realistas contra 3 000 da cavalaria e 6 000 da infantaria (1.100 britânicos) patriotas. Por sua vez, Dromundo eleva a cifra de infantes realistas a 3 500 ainda que conserva a de cavaleiros. O mesmo faz López.
Estimativas modernas, ao contrário, divergem de tais cifras. Zamora fala de apenas 4 300 monárquicos e 6 500 republicanos. A respeito desta última cifra coincide com a de Bushnell, 2 500 da cavalaria e 4 000 da infantaria. López fala de 4 000 da infantaria e 2 300 da cavalaria. Sinclair estima o exército revolucionário em 10 000 combatentes, 3 000 da cavalaria e o resto da infantaria. De Armas Chitty dá umas cifras muito similares às de Marx a respeito da tropa realista: 2 566 infantes, 1 651 cavaleiros e 62 artilheiros com 2 canhões.

## Batalha

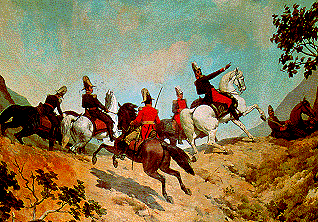
Bolívar dirigindo a batalha junto a seu estado maior.

### Implantação e primeiras manobras
Nas primeiras horas do dia 24 de junho, a partir do alto do morro Buenavista, Bolívar faz um reconhecimento da posição dos realistas e chega à conclusão de que esta era inexpugnável pela frente e pelo sul. Em consequência, ordenou que as divisões modificassem sua marcha pela direita e se dirigissem ao flanco direito monarquista, o qual estava descoberto; isto é, Bolívar concebeu uma manobra tendente a esmagar a ala esquerda inimiga, operação executada pelas divisões de Páez e Cedeño, enquanto a divisão de Praça seguia pelo caminho para o centro da posição de ataque.

### Flanqueamento da 1.ª Divisão e contra-ataque do Burgos
Ao De La Torre dar-se conta  da manobra, ordenou ao batalhão Burgos que marchasse ao norte a ocupar a altura em direção aos Bravos de Apure, chefe da primeira divisão, o qual após cruzar o riacho de Carabobo, tentou subir a encosta que levá-lo-ia à parte plana da savana. Tão violento foi o contra-ataque do Burgos, que o Bravos de Apure teve que se recuar por duas vezes. A situação mudou quando uma unidade que o seguia, o batalhão Caçadores Britânicos, entrou em confronto e o obrigou a retroceder. Nesta ação, o Batalhão Britânico demonstrou uma grande valentia e sangue frio, suportando a cada uma dos ônus do exército leal, perdendo a seu comandante Tomás Farriar e 17 de seus oficiais superiores, mas permitindo aos "Bravos de Apure", liderados por Páez, reorganizar-se e contra-atacar de forma efetiva. Por sua vez, os batalhões Infante e Hostalrich, entraram em auxílio do Burgos, mas reorganizado o Bravos de Apure e unido aos Caçadores Britânicos para retomar o ataque, ajudado por duas companhias do batalhão Puxadores, teve de retroceder de forma ordenada.

### O flanco direito do exército real retira-se

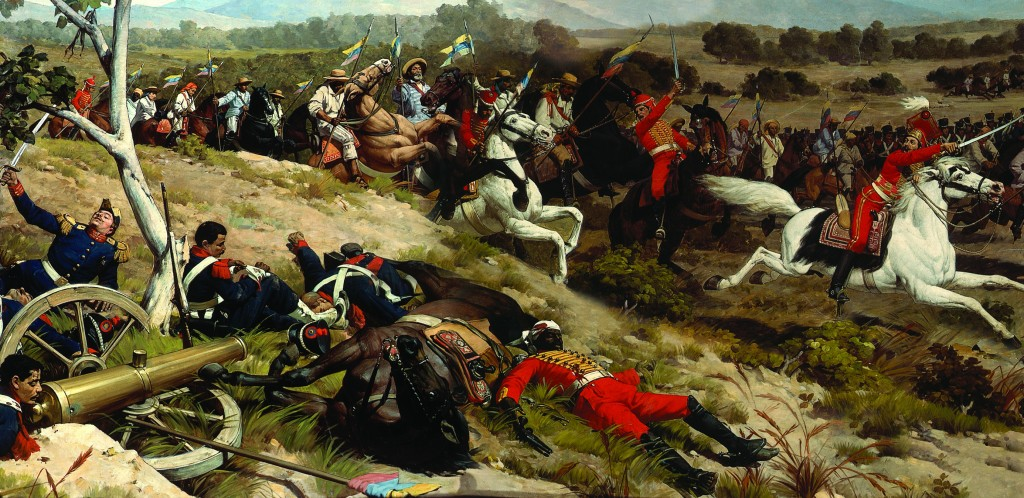
A primeira divisão força o passo e entra na savana de Carabobo

Para impedir a retirada das unidades monarquistas que haviam produzido a operação republicana, De La Torre enviou os batalhões Príncipe, Barbastro e Infante, que conseguiram sustentar a linha de combate, mas apenas por um curto período, pois o grosso da cavalaria da primeira divisão do exército patriota entrou pelo norte da savana. Com o fim de fazer frente a este novo ataque, De La Torre ordenou ao Húsares de Fernando VII que carregasse contra a cavalaria rebelde, mas esta unidade se retirou após disparar suas carabinas.

### Retirada dos monarquistas
Finalmente, atacados de frente pela infantaria e pela direita pela cavalaria, os batalhões leais ao Rei optaram pela retirada. Como último recurso, De La Torre ordenou ao regimento dos Lanceros do Rei que atacasse à cavalaria grã-colombiana, mas esta unidade não só desobedeceu a ordem, como também fugiu diante da investida das forças de Bolívar. Ao entrar a batalha em sua fase final, o 1.º de Valencey forma quadro e começa a retirar-se, os rebeldes iniciaram uma tenaz perseguição do exército leal, a qual foi levada a cabo até Valência. Dos 4 279 efetivos que participaram na batalha de Carabobo, os monarquistas perderam 02 oficiais superiores, 120 subalternos e 2 786 soldados. Por sua vez, as baixas dos independentistas também foram numerosas. O resto do exército de De La Torre terminou refugiando-se em Porto Cabello. A retirada do "Valencey" tem sido catalogada por vários historiadores como "magistral". O mesmo Bolívar, em sua parte de guerra, reconhece o valor de seus reais inimigos. Na perseguição, pereceu o destacado chefe patriota Cedeño.

## Consequências
A Batalha de Carabobo foi a ação mais importante para a independência da Venezuela. Apesar de a guerra prosseguir até 1823, como alguns restos das forças realistas conseguiram escapar do campo de batalha e lançariam várias campanhas contra o ocidente do país, conhecidas como a "Campanha do Oeste"; o poder dos espanhóis na Venezuela estava liquidado e isto permitiu a Bolívar iniciar as Campanhas do Sul enquanto seus subordinados acabavam a luta na Venezuela.
Os últimos focos de resistência realista caíram nas campanhas posteriores, Cumaná no oriente foi tomada pouco depois, em 16 de outubro do mesmo ano. Enquanto Francisco Tomás Morais conseguiu refugiar-se em Porto Cabello com 2 000 sobreviventes de Carabobo (mais 1 000 homens da guarnição local), logo reunia mais de 5 200 homens reconquistando Maracaibo e Coro em 7 de setembro e 13 de novembro de 1822, respectivamente. Depois da derrota realista na batalha naval do Lago de Maracaibo em 24 de julho de 1823 e o ataque feito pelo general Páez em Porto Cabello a situação realista tornou-se insustentável e tiveram que evacuar a praça em 8 de novembro de 1823, dois dias depois o castelo de San Felipe foi tomado, acabando assim a guerra de independência da Venezuela.